# Una usta
Una usta е вид пеперуда от семейство Синевки (Lycaenidae). Видът не е застрашен от изчезване.

## Разпространение и местообитание
Разпространен е в Бруней, Виетнам, Индия (Аруначал Прадеш, Асам, Манипур, Мегхалая, Мизорам, Нагаланд, Сиким и Трипура), Индонезия (Калимантан, Сулавеси, Суматра и Ява), Камбоджа, Китай (Хайнан и Юннан), Лаос, Малайзия (Западна Малайзия, Сабах и Саравак), Мианмар и Тайланд.
Обитава гористи местности, блата, мочурища и тресавища.

## Описание
Популацията на вида е стабилна.